# Hvornum Sogn
Hvornum Sogn er et sogn i Hobro-Mariager Provsti (Århus Stift).
I 1800-tallet var Snæbum Sogn anneks til Hvornum Sogn. Begge sogne hørte til Onsild Herred i Randers Amt. Hvornum-Snæbum sognekommune blev ved kommunalreformen i 1970 indlemmet i Hobro Kommune, som ved strukturreformen i 2007 indgik i Mariagerfjord Kommune.
I Hvornum Sogn ligger Hvornum Kirke.
I sognet findes følgende autoriserede stednavne:
- Brøndum (bebyggelse, ejerlav)
- Brøndum Pytter (bebyggelse)
- Hornsmark (bebyggelse)
- Hvornum (bebyggelse, ejerlav)
- Hvornum Høje (bebyggelse)
- Lillemølle Krat (areal)
- Ørkelbjerg (areal)

Halvdelen af Klejtrup Sø ligger i sognet.